# Сельский округ Шагалалы
Сельский округ Шагалалы (каз. Шағалалы ауылдық округі) — административная единица в составе Аккайынского района Северо-Казахстанской области Казахстана. Административный центр — село Шагалалы.
Население — 1680 человек (2009, 2091 в 1999, 3344 в 1989).

## История
Чаглинский поселковый совет образован 14 июля 1954 года указом Президиума Верховного совета Казахской ССР. 12 января 1994 года постановлением главы Северо-Казахстанской областной администрации создан Чаглинский сельский округ. Ликвидирован 12 февраля 1997 года. Вновь образован 28 марта 2000 года.
В 2010 году сельский округ был переименован.

## Социальные объекты
В округе функционируют Чаглинская средняя школа, Степная начальная школа, 2 дошкольных учреждения, Чаглинская врачебная амбулатория, 2 медицинских пункта, Северо-Казахстанская сельскохозяйственная опытная станция
В округе имеется Дом культуры, клуб, 2 библиотеки, этнокультурное объединение «Радуга».

## Состав
В состав округа входят такие населенные пункты:
| Населенный пункт | Население, человек (1989) | Население, человек (1999) | Население, человек (2009) |
| ---------------- | ------------------------- | ------------------------- | ------------------------- |
| Степное, село    | 462                       | 332                       | 256                       |
| Шагалалы, село   | 2523                      | 1555                      | 1283                      |
| Южное, село      | 359                       | 204                       | 141                       |